# Élection du président de la Confédération suisse de 2004
 (septembre 2021).
L'élection du président de la Confédération suisse de 2004, est un scrutin au suffrage indirect visant à élire le président de la Confédération suisse pour l'année 2005.
Le 8 décembre 2004, Samuel Schmid (UDC) est élu président avec 174 voix sur les 246 membres de l'assemblée fédérale.

## Déroulement

### Processus électoral
Le président de la Confédération est élu par l'Assemblée fédérale, réunissant le Conseil national et le Conseil des États, parmi les membres du Conseil fédéral le deuxième mercredi de la session d'hiver.
Son mandat dure un an et correspond à l'année civile (du 1er janvier au 31 décembre). Il n'est pas immédiatement rééligible, y compris à la vice-présidence du Conseil fédéral, mais peut remplir plusieurs mandats non successifs,.

### Élection
Le 8 décembre 2004, avec 174 voix, Samuel Schmid, de l'UDC, est élu président de la Confédération pour l'année 2005. Il succède au président sortant Joseph Deiss, du PDC.   
Il y a également d'autres candidats comme Moritz Leuenberger du Parti socialiste et Pascal Couchepin du Parti radical-démocratique.      